# 29 Vulpeculae
29 Vulpeculae (29 Vul / HD 196724 / HR 7891) es una estrella en la constelación de Vulpecula —la zorra— de magnitud aparente +4,82. Se encuentra a 213 años luz de distancia del sistema solar. 
29 Vulpeculae es una estrella blanca de la secuencia principal —también catalogada como subgigante— de tipo espectral A0V.
Con una temperatura superficial de 10.200 K,
tiene un radio equivalente a 2,7 veces el radio solar.
Gira sobre sí misma con una velocidad de rotación igual o superior a 53 km/s.
Su luminosidad es 71 veces superior a la luminosidad solar y posee una masa 2,7 veces mayor que la del Sol.
29 Vulpeculae posee una metalicidad ligeramente inferior a la del Sol.
Asimismo, la relación log Si/log Sr —la razón Si/Sr es una medida del cambio de las anomalías con respecto al número atómico—, así como la relación log Fe/H, indican que 29 Vulpeculae es una incipiente estrella Am o estrella con líneas metálicas.
Sin embargo no es una estrella variable y como tal no aparece catalogada en el General Catalogue of Variable Stars.